# Mesnard-la-Barotière

Mesnard-la-Barotière este o comună în departamentul Vendée, Franța. În 2009 avea o populație de 1,240 de locuitori.